# Hans van Abeelen
Hans van Abeelen (20. listopadu 1936, Enschede, Nizozemsko – 21. srpna 1998) byl první behaviorální genetik v Holandsku. Působil na Katholieke Universiteit Nijmegen.

## Nejznámější díla
- van Abeelen JHF (September 1989). "Genetic control of hippocampal cholinergic and dynorphinergic mechanisms regulating novelty-induced exploratory behavior in house mice". Experientia 45 (9): 839–45. doi:10.1007/BF01954058. PMID 2570714.
- van Abeelen, JHF (1964). "Mouse mutants studied by means of ethological methods". Genetica 34: 79. doi:10.1007/BF01664181
- van Abeelen JHF (1966). "Effects of genotype on mouse behaviour". Animal Behaviour 14 (2): 218–25. doi:10.1016/S0003-3472(66)80075-1. PMID 6006025.